# Comitato olimpico nazionale
Un comitato olimpico nazionale è l'associazione nazionale del movimento mondiale dei Giochi olimpici.
Soggetti ai controlli del CIO, i comitati olimpici sono responsabili delle spedizioni degli atleti del proprio paese partecipanti alle varie edizioni dei Giochi, e hanno il potere di candidare città del proprio paese ad ospitare edizioni future. Hanno anche il compito di promuovere lo sviluppo e l'allenamento dei propri atleti, allenatori e dirigenti.

## Caratteristiche ed organizzazione dei Comitati olimpici
Al 2016 sono stati riconosciuti 206 Comitati Olimpici Nazionali, vale a dire 193 paesi membri delle Nazioni Unite più altri 13 territori:
- Il Kosovo
- La Repubblica di Cina, riconosciuta col nome di Cina Taipei dal CIO;
- L'Autorità Nazionale Palestinese, riconosciuta col nome di Palestina dal CIO;
- Quattro territori non incorporati degli Stati Uniti d'America: Guam, Isole Vergini Americane, Porto Rico e Samoa Americane;
- Tre territori britannici d'oltremare: Bermuda, Isole Cayman e Isole Vergini britanniche;
- Un territorio del Regno dei Paesi Bassi: Aruba;[2]
- La regione amministrativa speciale cinese di Hong Kong;
- Le Isole Cook, stato associato con la Nuova Zelanda.

Tutti i comitati sono membri dell'Associazione dei Comitati Olimpici Nazionali, che a sua volta è divisa in cinque associazioni continentali:
| Continente | Continente                            | Associazione                                          | Comitati membro    | Primo membro                                                  | Ultimo membro        |
| ---------- | ------------------------------------- | ----------------------------------------------------- | ------------------ | ------------------------------------------------------------- | -------------------- |
|            | Africa                                | Associazione dei Comitati Olimpici Nazionali d'Africa | 54                 | Egitto (1910)                                                 | Sudan del Sud (2015) |
| America    | Organizzazione Sportiva Panamericana  | 41                                                    | Stati Uniti (1894) | Dominica (1993) Saint Kitts e Nevis (1993) Saint Lucia (1993) |                      |
| Asia       | Consiglio Olimpico d'Asia             | 45                                                    | Giappone (1912)    | Timor Est (2003)                                              |                      |
| Europa     | Comitati Olimpici Europei             | 50                                                    | Francia (1894)     | Kosovo (2014)                                                 |                      |
| Oceania    | Comitati Olimpici Nazionali d'Oceania | 17                                                    | Australia (1895)   | Tuvalu (2007)                                                 |                      |

## Lista dei comitati per data di riconoscimento
Sotto è riportata una lista in ordine cronologico dei 206 comitati riconosciuti dal CIO dalla sua fondazione nel 1894. Molti di questi furono fondati molti anni prima del loro effettivo riconoscimento, mentre altri furono immediatamente accettati dopo la fondazione. I paesi oggi non più esistenti (ad esempio Unione Sovietica, Jugoslavia, Federazione delle Indie Occidentali, Yemen del Sud, Borneo del Nord o Cecoslovacchia) non sono inclusi nella lista.
| 1894 | Francia, Stati Uniti |
| 1895 | Australia, Germania, Grecia, Ungheria |
| 1900 | Norvegia |
| 1905 | Danimarca, Gran Bretagna |
| 1906 | Belgio |
| 1907 | Canada, Finlandia |
| 1909 | Portogallo |
| 1910 | Egitto (prima Chedivato d'Egitto) |
| 1911 | Turchia (prima Impero ottomano) |
| 1912 | Austria, Giappone, Lussemburgo, Paesi Bassi, Serbia, Spagna, Svizzera |
| 1913 | Svezia |
| 1914 | Romania |
| 1915 | Italia |
| 1919 | Nuova Zelanda, Polonia |
| 1922 | Irlanda |
| 1923 | Argentina, Messico, Uruguay |
| 1924 | Bulgaria, Haiti |
| 1927 | India |
| 1929 | Filippine |
| 1934 | Cile |
| 1935 | Brasile, Islanda, Liechtenstein, Venezuela |
| 1936 | Afghanistan, Bermuda, Bolivia, Giamaica, Malta, Perù |
| 1937 | Sri Lanka (prima Ceylon) |
| 1947 | Guatemala, Iran, Birmania, Panama, Corea del Sud (chiamata Korea dal CIO) |
| 1948 | Colombia, Guyana (prima Guyana inglese), Iraq, Libano, Pakistan, Porto Rico, Singapore, Siria, Trinidad e Tobago |
| 1950 | Thailandia |
| 1951 | Hong Kong, Nigeria |
| 1952 | Bahamas, Ghana (prima Costa d'Oro), Indonesia, Israele |
| 1953 | Monaco |
| 1954 | Costa Rica, Cuba, Etiopia, Malaysia (prima Malaya) |
| 1955 | Barbados, Figi, Kenya, Liberia |
| 1956 | Honduras, Uganda |
| 1957 | Corea del Nord, Tunisia |
| 1959 | Albania, Ecuador, Marocco, Nicaragua, San Marino, Sudan, Suriname |
| 1960 | Taipei Cinese (prima Repubblica di Cina) |
| 1962 | Benin (prima Dahomey), Repubblica Dominicana, El Salvador, Mongolia |
| 1963 | Camerun, Costa d'Avorio, Giordania, Libia, Mali, Nepal, Senegal |
| 1964 | Algeria, Ciad, Madagascar, Niger, Congo, Sierra Leone, Zambia (prima Rhodesia settentrionale) |
| 1965 | Repubblica Centrafricana, Guinea, Arabia Saudita, Togo |
| 1966 | Kuwait |
| 1967 | Belize (prima Honduras Britannico), Isole Vergini Americane |
| 1968 | Repubblica Democratica del Congo (prima Congo-Kinshasa e poi Zaire) Gabon, Malawi, Tanzania (prima Tanganika) |
| 1970 | Paraguay |
| 1972 | Burkina Faso (prima Repubblica dell'Alto Volta), Lesotho, Mauritius, Somalia, Swaziland |
| 1974 | Papua Nuova Guinea |
| 1975 | Andorra |
| 1976 | Antigua e Barbuda, Isole Cayman, Gambia |
| 1978 | Cipro |
| 1979 | Bahrein, Laos, Mauritania, Mozambico, Repubblica Popolare Cinese, Seychelles, Vietnam |
| 1980 | Angola, Bangladesh, Botswana, Qatar, Emirati Arabi Uniti, Zimbabwe |
| 1981 | Yemen |
| 1982 | Isole Vergini britanniche, Oman |
| 1983 | Bhutan, Samoa (prima Samoa Occidentali), Isole Salomone |
| 1984 | Brunei, Gibuti, Guinea Equatoriale, Grenada, Ruanda, Tonga |
| 1985 | Maldive |
| 1986 | Aruba, Isole Cook, Guam |
| 1987 | Samoa Americane, Saint Vincent e Grenadine, Vanuatu |
| 1991 | Estonia, Lettonia, Lituania, Namibia, Sudafrica (nel 1907, Unione del Sudafrica) |
| 1993 | Armenia, Azerbaigian, Bielorussia, Bosnia ed Erzegovina, Burundi, Capo Verde, Comore, Croazia, Repubblica Ceca, Dominica, Georgia, Kazakistan, Kirghizistan, Moldavia, Repubblica di Macedonia, Russia, Saint Kitts e Nevis, Saint Lucia, São Tomé e Príncipe, Slovacchia, Slovenia, Tagikistan, Turkmenistan, Ucraina, Uzbekistan |
| 1994 | Cambogia, Nauru |
| 1995 | Guinea-Bissau, Palestina |
| 1997 | Stati Federati di Micronesia |
| 1999 | Eritrea, Palau |
| 2003 | Kiribati, Timor Est |
| 2006 | Isole Marshall |
| 2007 | Montenegro, Tuvalu |
| 2014 | Kosovo |
| 2015 | Sudan del Sud |

## Comitati non riconosciuti
Il Comitato Olimpico di Macao, fondato nel 1987, ha tentato dalla sua nascita di far parte del CIO, ma non è stato mai ufficialmente riconosciuto e quindi nessun atleta ha mai potuto partecipare ad un'edizione dei Giochi sotto la bandiera di Macao.
Fra gli altri comitati nazionali non riconosciuti dal CIO si segnala quello delle isole Fær Øer, "nazione costitutiva" della Danimarca, che però, può contare su un comitato paralimpico ufficialmente riconosciuto.